# Nogjang állomás
Nogjang (Nogyang) állomás föld feletti metróállomás a szöuli metró 1-es vonalán, 2006 óta. Egyúttal a hagyományos Kjongvon (Gyeongwon) vasútvonal állomása is.

## Viszonylatok
| 1-es vonal                                 | 1-es vonal                   | 1-es vonal                                        |
| ------------------------------------------ | ---------------------------- | ------------------------------------------------- |
| Jangdzsu (Yangju) Szojoszan (Soyosan) felé | Kjongvon (Gyeongwon) szakasz | Kanung (Ganeung) Incshon (Incheon) felé           |
| Korail                                     |                              |                                                   |
| Kanung (Ganeung) Jongszan (Yongsan) felé   | Kjongvon (Gyeongwon) vonal   | Jangdzsu (Yangju) Pengmagodzsi (Baengmagoji) felé |